# Росси, Марко (футболист, 1987)
Ма́рко Ро́сси (итал. Marco Rossi; 30 сентября 1987, Парма) — итальянский футболист, защитник клуба «Веллингтон Феникс».

## Карьера
Марко Росси — воспитанник итальянской «Пармы». Летом 2009 года он на правах аренды перешёл в «Сампдорию», а голкипер Антонио Миранте отправился в обратном направлении. 23 июля 2010 года игрок перешёл из «Пармы» в «Бари» на правах аренды. Летом 2011 года «Парма» и «Чезена» достигли договорённости о совместном владении прав на игрока. 24 июня итальянец перешёл в «Чезену»..